# Altenberger Straße (Wetzlar)
Der Bezirk Altenberger Straße ist der 9. Stadtbezirk der mittelhessischen Stadt Wetzlar. Er befindet sich zwischen dem Bezirk Neustadt jenseits der Dill im Osten und dem Bezirk Dalheim im Nordwesten. Im Südwesten bildet die Lahn eine natürliche Grenze. Namensgebend für den Bezirk ist die Altenberger Straße, welche von West nach Ost durch den Bezirk verläuft. Der Bezirk hatte im Dezember 2016 1493 Einwohner.

## Ortsbeschreibung
Entstanden ist der Bezirk Altenberger Straße aus einer Arbeitersiedlung in den 1920er und 1930er Jahren am Stadtrand von Wetzlar. Geprägt ist er heute von vielen Einfamilienhäusern und sozialem Wohnungsbau. Im Bezirk befinden sich einige Einzelhandelsgeschäfte und Gaststätten. Auch der Reit- und Fahrverein Wetzlar sowie der Tennisverein haben hier ihr Domizil. Ferner ist die Stadtreinigung Wetzlar hier ansässig.

## Infrastruktur
Die einzige Bushaltestelle Am Trauar wird von den Stadtbussen der Wetzlarer Verkehrsbetriebe sowie zwei Buslinien im Überlandverkehr bedient. Die Lahntalbahn durchfährt den Bezirk und kreuzt die Altenberger Straße mit einem Bahnübergang, woraufhin es oftmals zu längeren Rückstaus kommt.
Die Abfahrt Wetzlar-Dalheim von der Bundesstraße 49 liegt nördlich von Altenberger Straße und ist schnell erreichbar. Die eigene Abfahrt von der B 49 fiel bei deren Ausbau 2009 weg.